# Isaac Israeli ben Joseph
Ne doit pas être confondu avec Isaac Israeli ben Salomon ou Isaac le Juif.
Isaac ben Joseph HaIsraeli (hébreu : יצחק בן שלמה הישראלי Yitzhaḳ ben Yossef haIsraëli), plus couramment appelé Isaac Israeli le Jeune, est un astronome juif espagnol de la première moitié du XIVe siècle. Disciple d’Asher ben Yehiel, il compose à sa demande le Yessod Olam, considéré comme le meilleur ouvrage d’astronomie de la littérature hébraïque médiévale.

## Ouvrages

### Yessod Olam
Condensé des sciences de son époque, le livre traite d’abord de géométrie et de trigonométrie car ces savoirs sont indispensables à la compréhension du sujet. Il traite ensuite de la structure et de la position du globe ; du nombre de corps célestes et de leurs mouvements ; des différences de temps d'ensoleillement et d'obscurité en diverses parties de la Terre ; des mouvements du soleil et de la lune ; des solstices, néoménies, éclipses et années embolismiques. Il contient aussi des tables astronomiques et un calendrier perpétuel.
Le livre aborde aussi les différents systèmes chronologiques en usage dans les autres nations et religions (en particulier dans le christianisme). Il établit ensuite une chronologie des personnages illustres aux époques biblique, talmudique et gaonique. Cette liste, qui suit le Sefer hakabbala d’Abraham ibn Daud, sera reprise par Abraham Zacuto pour son Sefer haYouhassin.
Le Yessod Olam a été abondamment étudié par les auteurs ultérieurs : annoté par Isaac al-Hadib, Juda Bassan et Eliyahou Mizrahi, il a été commenté par un auteur anonyme (Neubauer, Cat. Bodl. Hebr. MSS. Nos. 2044, 746, 5) et abrégé en arabe par Joseph Israeli ben Isaac, fils de l’auteur. Une traduction hébraïque de cette version abrégée, le Kitzour Yessod Olam existe encore en manuscrit (Cat. Bodl. Hebr. MSS. No. 1319, 6).
Le livre a été publié une première fois à Berlin, en 1777, par Jacob Shklower. Une édition plus complète, agrémentée d’une préface de David Cassel, a été préparée par B. Goldberg et L. Rosenkranz en 1848.

### Autres
Isaac Israeli a également écrit Sha'ar hashamayim et Sha'ar hamilouïm, qui traitent eux aussi d'astronomie et sont conservés à la bibliothèque bodléeinne (Cat. Bodl. Hebr. MSS. No. 2046).